# Jüdische Gemeinde Chmielnik
Die Anfänge der Jüdischen Gemeinde in Chmielnik, einer polnischen Stadt im Powiat Kielecki der Woiwodschaft Heiligkreuz, reichen bis in die Mitte des 16. Jahrhunderts zurück. Die jüdische Gemeinde wurde von den deutschen Besatzern während des Holocausts zerstört.

## Geschichte

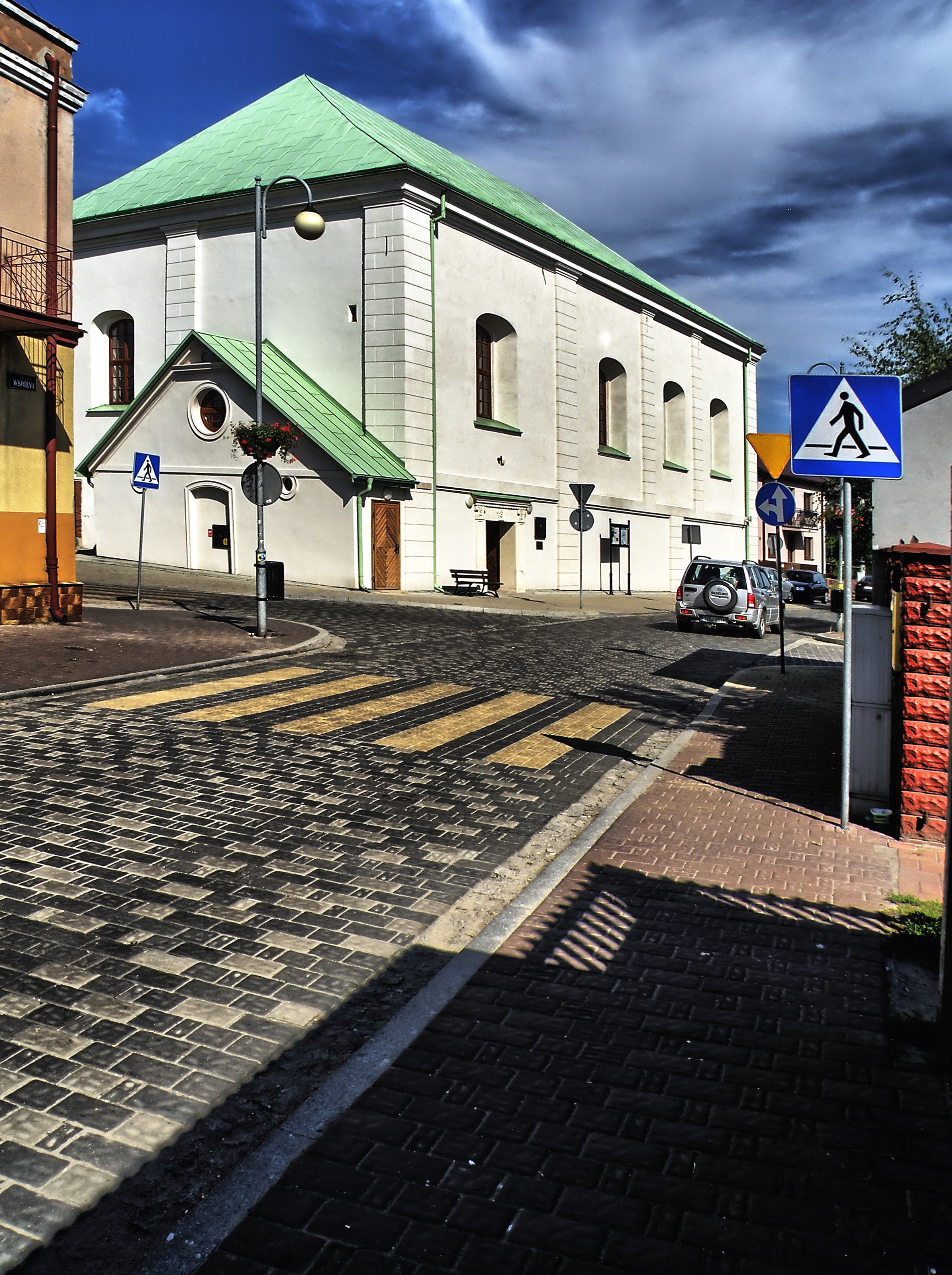
Die Synagoge im Jahr 2016

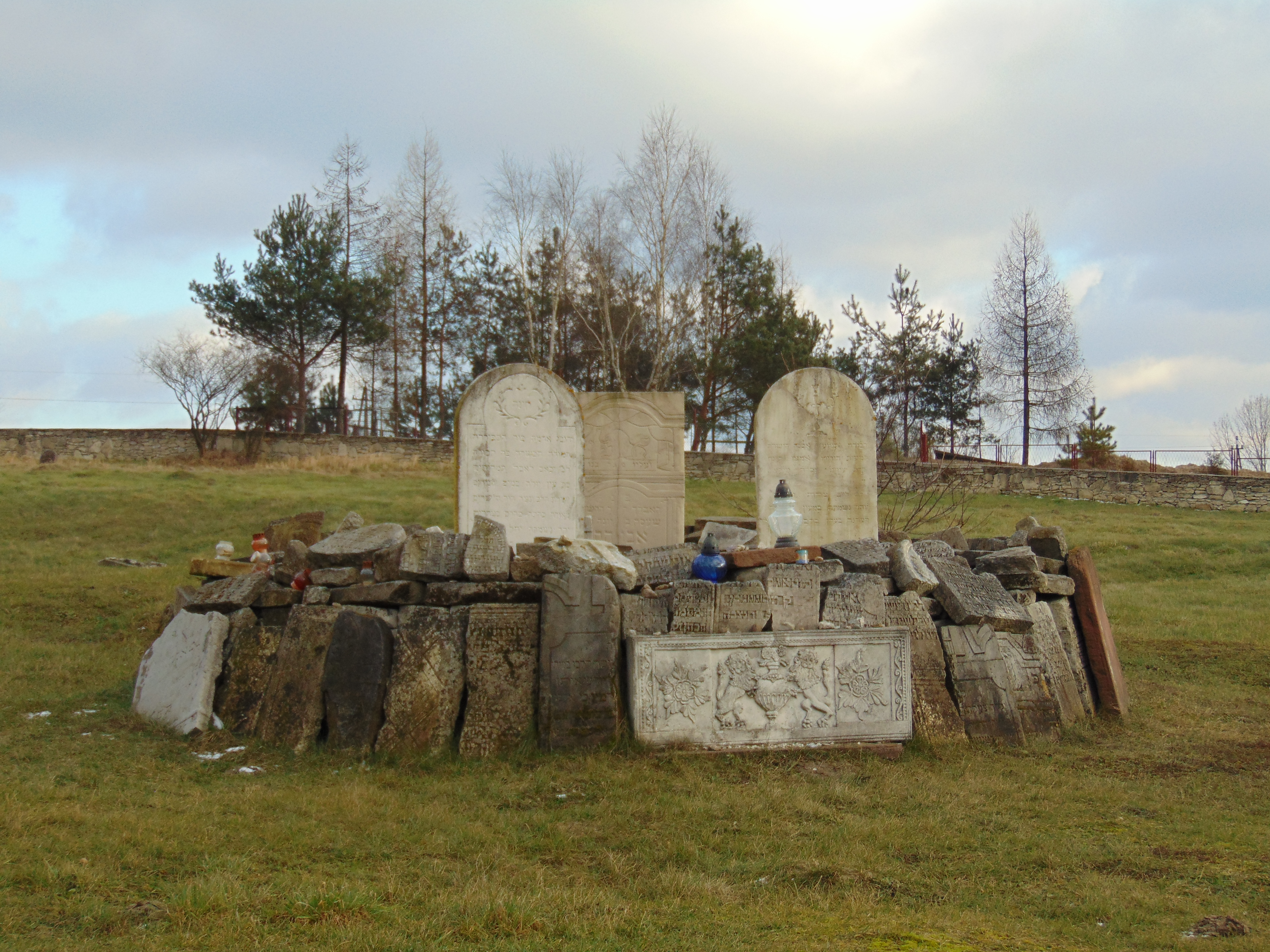
Neuer jüdischer Friedhof

Am 18. April 1630 erließ der Stadtherr Krzysztof Gołuchowski ein Privileg, in dem er den Juden erlaubte, Handel jeglicher Art zu treiben, Weinberge anzulegen, Wirtshäuser und andere Gebäude zu errichten und sich auch eine Synagoge und Schulen zu bauen. Um die Synagoge wurden weitere Gebäude der jüdischen Gemeinde errichtet: das Talmud-Haus, die Wohnung des Rabbiners, Schulen etc. Der alte jüdische Friedhof, von dem heute keine Spuren mehr vorhanden sind, grenzte an die Nordfassade der Synagoge. Aufgrund der wirtschaftlichen Entwicklung der Stadt entstand ein jüdisches Viertel, in dem auch jüdische Geschäfte und Werkstätten sowie Wohnhäuser standen. 
In den Jahren 1747 bis 1749 lebten in Chmielnik hundert jüdische Familien. Bei der Volkszählung im Jahre 1764 wurden 1445 Juden erfasst. Im Jahr 1787 waren es nur noch 782. Im 17. Jahrhundert trieben die Juden in Chmielnik vor allem Getreide-, Vieh- und Holzhandel. Im 18. Jahrhundert gab es bereits ein breites Spektrum ausgeübter Berufe: zehn Lagerarbeiter, neun Schneider, vier Hutmacher, sechs Fleischer, vier Bäcker etc. Im Jahr 1820 lebten in Chmielnik 632 Juden, die christliche Bevölkerung zählte 590 Personen. 
Der erste Anhänger des Chassidismus, der das Amt des Rabbiners in der Gemeinde bekleidete, war Dawid Landau. In der ersten Hälfte des 19. Jahrhunderts wurde die jüdische Gemeinde von den chassidischen Anhängern von Menachem Mendel Morgensztern aus Kock dominiert. Der Zaddik Menachem Mendel rief die Juden zur Teilnahme am Novemberaufstand auf.
In der zweiten Hälfte des 19. Jahrhunderts vergrößerte sich die jüdische Bevölkerung durch den Zuzug aus dem Russischen Kaiserreich. Im Jahr 1860 lebten bereits 2724 Personen jüdischen Glaubens in der Stadt. Im Jahr 1865 befanden sich in Chmielnik 254 Gebäude, von denen 190 jüdischen Bürgern gehörten. Die Haupteinkommensquelle der Juden war in der zweiten Hälfte des 19. Jahrhunderts der Handel.
Die Handwerker vereinten sich in der Zunft der jüdischen Tischler. Es gab auch die Zunft der jüdischen Fleischer sowie der Bäcker und Konditoren. Eine gemeinsame Zunft hatten auch die Schuhmacher, die Schaftmacher und die Sattler gegründet. Zu den bekanntesten jüdischen Betrieben gehörten die Fabrik für Landwirtschaftsmaschinen von Eliasz Sztrauch und die Seifenfabrik von Pinkus Lewkowicz.
Die jüdische Gemeinde in Chmielnik gehörte zu den sogenannten großen Gemeinden. Sie wählte einen Rat und einen Vorstand. Im Jahre 1938 zählte Chmielnik 6670 jüdische Einwohner. 
Im September 1939 lebten zwischen 5700 und 5900 Juden in der Stadt. Kurze Zeit später stieg die Zahl aufgrund der großen Flüchtlingswelle auf 12.000. Während der deutschen Besatzung wurden circa 11.500 Juden von den Deutschen ermordet. Am Leben blieben nur 500 Personen.

## Rabbiner
- Szymon Jakow Jekiel, im 17. Jahrhundert
- Eliezer Jehuda, ab 1701
- Dawid Szmelka
- Józef Landau
- Józef Ittinger, bis in die 1790er Jahre
- Dawid Landau
- Sylman Tobiasz, Anfang des 20. Jahrhunderts
- Lejzor Szyja Epsztajn, ab 1933